# Legoland Malaysia Resort
Legoland Malaysia Resort er en temapark i Iskandar Puteri, Johor, Malaysia med over 40 forlystelser, shows og attraktioner. Det er den første Legoland-park i Asien og den sjette ved dens etablering. Parken blev åbnet 15. september 2012 med officiel indvielse 22. september 2012 af sultan Ibrahim Ismail af Johor.
Udover selve temaparken er der blevet etableret andre attraktioner med Lego som tema i nærheden. Legoland Water Park åbnede således i 2013 som et vandland med Lego som tema. I 2014 fulgte Legoland Hotel ved temaparken. Hotellet er bygget efter aftale mellem selskabet og LL Themed Hotel Sdn Bhd, et joint-venture-selskab ejet af Destination Resorts and Hotels Sdn Bhd og Iskandar Harta Holdings Sdn Bhd. Etableringen ad Legoland Malaysia Resort og vandlandet kostede 720 mio. RM, mens hotellet kostede 190 mio. RM.